# Franz Josias, Duce de Saxa-Coburg-Saalfeld
Franz Josias, Duce de Saxa-Coburg-Saalfeld (25 septembrie 1697 – 16 septembrie 1764) a fost duce de Saxa-Coburg-Saalfeld.
A fost al patrulea fiu care a atins vârsta adultă al lui John Ernest al IV-lea, Duce de Saxa-Coburg-Saalfeld, și al  treilea copil al tatălui său și a celei de-a doua soții, Charlotte Johanna de Waldeck-Wildungen. În tinerețe a servit în armata imperială.
După moartea celor doi frați mai mari, Wilhelm Friedrich (28 iulie 1720) și Ernest Karl (30 decembrie 1720), a devenit al doilea în linia de succesiune a ducatului de Saxa-Coburg-Saalfeld, precedat doar de fratele său vitreg, Christian Ernest.
Când Christian Ernest a făcut o căsătorie morganatică în 1724, Francis Josias a pretins moștenirea ducatului. Voia tatălui său (1729) l-a pus în situația de a domni împreună cu fratele său. În 1735, sprijinul liniei de Saxa-Meiningen i-a permis să domnească peste Coburg și după moartea lui Ernest Christian în 1745 a devenit duce unic. Încă din 1733 el a proclamat dreptul primului născut în ducat, care însă a fost confirmat de împărat abia în 1747.
Din 1750 până în 1755, el a fost regent al ducatului de Saxa-Weimar în numele Ducelui Ernest Augustus II Constantin.
La Rudolstadt la 2 ianuarie 1723 Franz Josias s-a căsătorit cu Prințesa Anna Sophie de Schwarzburg-Rudolstadt. Cuplul a avut opt copii. Francisc Josias a fost străbunicul regelui Leopold I al Belgiei și stră-străbunicul Prințului Albert de Saxa-Coburg și Gotha și al reginei Victoria a Regatului Unit.